# Metzgeria montereyana
Metzgeria montereyana är en snäckart som beskrevs av A. G. Smith och M. Gordon 1948. Metzgeria montereyana ingår i släktet Metzgeria och familjen Turbinellidae. Inga underarter finns listade i Catalogue of Life.